# وست فرندشیپ (مریلند)
وست فرندشیپ (به انگلیسی: West Friendship) یک منطقهٔ مسکونی در ایالات متحده آمریکا است که در مریلند واقع شده‌است. وست فرندشیپ ۲٬۷۷۷ نفر جمعیت دارد.